# Microtropis longifolia
Microtropis longifolia är en benvedsväxtart som beskrevs av Nathaniel Wallich och Kurz. Microtropis longifolia ingår i släktet Microtropis och familjen Celastraceae. Inga underarter finns listade.